# اشول، روتلند
اشول، روتلند (به انگلیسی: Ashwell, Rutland) یک روستا و محله مدنی در بریتانیا است که در راتلند واقع شده‌است. اشول ۲۹۰ نفر جمعیت دارد.